# Kampanavirus
Het Kampanavirus is een bootsectorvirus dat de DOS-bootsector van floppydisks en het master boot record (MBR) van de eerste harde schijf infecteert.
De code van het bootvirus is twee sectoren lang en reserveert 1 KB geheugen door de available-memory op 40:13 aan te passen. Op een computer met 640 KB beschikbaar geheugen zou CHKDSK 654.336 bytes beschikbaar geheugen melden.

## Infectie
Op de harde schijf worden de tweede virussector en het originele MBR op fysieke sectoren 6 en 7 van de geïnfecteerde harde schijf opgeslagen. Het virus bewaart de tweede virussector en de originele DOS-bootsector in de laatste twee sectoren van de rootdirectory. In tegenstelling tot de Stoned-virussen berekent Kampana zeer nauwkeurig de correcte sectoren voor floppydisks van 160 KB tot 1,44 MB. Als Kampana actief is in het geheugen, worden de virussectoren en de originele MBR-sectoren op de harde schijf verborgen. Floppydisksectoren worden niet verborgen.

## Type
Kampana wordt vaak geclassificeerd als multipartite, wat betekent dat het programma's en bootsectoren infecteert, maar dit is strikt genomen niet correct. Kampana is een stealthvirus en infecteert geen bestanden, maar wordt gedropt door een filevirus. Bijvoorbeeld: er is een file virus strain, Kampana.3700, die .com-bestanden infecteert zoals echte multipartite-virussen. Bovendien is het Kampana-filevirus zeer zeldzaam, terwijl het Kampana-bootsectorvirus helemaal niet zeldzaam is.

## Payload
Elke keer dat een geïnfecteerde harde schijf opgestart wordt, wordt er een teller opgehoogd. Als de teller 401 bereikt, overschrijft het virus alle sectoren op de eerste en tweede harde schijf met willekeurige tekens. Terwijl dit gedaan wordt, toont het virus het volgende bericht (dit staat geëncrypteerd op de harde schijf en in het geheugen):
Campaña Anti-TELEFONICA (Barcelona)
Het originele Kampana-filevirus bevat meer geëncrypteerde tekst die ene Grupo Holokausto in Barcelona, Spanje, krediet geeft voor het programmeren van het virus, samen met de datum 23-8-90 en een auteursrechtbericht. Een bericht in het virus eist ook lagere telefoonkosten en meer bediening.

## Strains
Kampana.3445 heeft drie bekende strains:
- Kampana.3445 - Dropt het Kampana-bootvirus
- Kampana.3770 - Gebruikt polymorphe technologie en dropt het Kampana-bootvirus
- Kampana.3784 - Dropt het Kampana-bootvirus